# Grodzisko (powiat radomszczański)
Grodzisko – wieś w Polsce, położona w województwie łódzkim, w powiecie radomszczańskim, w gminie Żytno.
Wieś duchowna, własność opactwa cystersów w Jędrzejowie położona była w końcu XVI wieku w powiecie radomszczańskim województwa sieradzkiego.
| SIMC    | Nazwa     | Rodzaj    |
| ------- | --------- | --------- |
| 0147855 | Jarzębina | część wsi |
| 0147861 | Młynek    | część wsi |

W latach 1975–1998 miejscowość należała administracyjnie do województwa częstochowskiego.
Przez wieś Grodzisko przepływa rzeka Pilica.